# Barrets Green
Barrets Green – wieś w Anglii, w hrabstwie ceremonialnym Cheshire, w dystrykcie (unitary authority) Cheshire East. Leży 20 km na południowy wschód od miasta Chester i 247 km na północny zachód od Londynu.